# Mongoloraphidia (Japanoraphidia) harmandi
Mongoloraphidia (Japanoraphidia) harmandi is een kameelhalsvliegensoort uit de familie van de Raphidiidae. De soort komt voor in Japan.
Mongoloraphidia (Japanoraphidia) harmandi werd voor het eerst wetenschappelijk beschreven door Navás in 1909.